# Vlado Šola
Vlado Šola (Prisoje, 1968. november 16. –) olimpiai-és világbajnok horvát válogatott kézilabdázókapus, edző. 2004 és 2006 között a Fotex Veszprém játékosa volt. Híres volt energikus, sokszor már fanatikus hozzáállásáról, valamint extravagáns megjelenéséről, vörösre festett hajáról. 2008-ban fejezte be aktív pályafutását.

## Pályafutása

### Klubcsapatban
Vlado Šola Prisojéban született, családja fiatal korában költözött Horvátországba. A Sesvetski Kraljevac csapatában kezdte pályafutását, a jugoszláv élvonalban azonban már a Medveščak Zágráb színeiben mutatkozott be. 1996-ban a német Minden csapatához igazolt. 1998-ban a másodosztályú SG SG Willstätt / Schutterwald csapatában folytatta, akikkel egyből kiharcolta az élvonalban való szereplés jogát. 2002 nyaráig védett itt, ekkor a francia Chambéry játékosa lett. 2004 nyarán a magyar Fotex Veszprémhez szerződött, ahol újra együtt dolgozhatott Zdravko Zovkóval. 2005-ben és 2006-ban magyar bajnokságot, 2006-ban kupát nyert a bakonyi klubbal, majd 2006-ban visszatért hazájába, ezúttal az RK Zágrábhoz, ahol 2007-ben és 2008-ban újra megnyerte a nemzeti bajnokságot és kupát. 2008 nyarán fejezte be pályafutását.

### A válogatottban
Vlado Šola pályafutása során több mint 130 alkalommal viselte a horvát válogatott mezét. 2003-ban világbajnoki, 2004-ben olimpiai bajnoki címet szerzett. 

### Edzőként
Visszavonulása után két időszakban is volt a horvát válogatott kapusedzője. 2009 márciusában az RK Zágráb kapusedzője lett. 2017 októbere óta a Dubrava Zagreb vezetőedzője.
2023 februárjában kinevezték a montenegrói férfi válogatott szövetségi kapitányának. Csapata az irányításával a 2023-as vb-n 18., a 2024-es Eb-n 14. volt. 2024 májusában az Olaszország ellen elbukott vb selejtezők után lemondott a posztjáról.

## Sikerei, díjai

### Klub
Medveščak
- Jugoszláv kupagyőztes (4):  1986, 1987, 1989, 1990
- Limburgse Handbal Dagen (1): 1993

Veszprem
- Magyar bajnok (2): 2004-05, 2005–06
- Magyar kupagyőztes (1): 2005

CO Zagreb
- Horvát bajnok (2): 2006-07, 2007–08
- Horvát kupagyőztes (2): 2007, 2008